# Susana Garcia
Susana Garcia Assis (Macaé, 1971) é uma cineasta, diretora de teatro, roteirista e médica brasileira. Foi casada com o ator Herson Capri, dirigiu e roteirizou a "trilogia" Minha Vida em Marte, Minha Mãe é uma Peça 3 e Minhã Irmã e Eu. Esses filmes estão entre os filmes brasileiros com mais de 5 milhões de espectadores, colocando Garcia como a diretora brasileira com trabalhos mais vistos pelo público na história do cinema nacional. Minha Vida em Marte (2018), dirigido por Garcia, ganhou o prêmio de Melhor Longa-Metragem - Comédia no 18º Grande Prêmio do Cinema Brasileiro 2019.